# Interlands Luxemburgs voetbalelftal 1940-1949
Deze pagina toont een chronologisch en gedetailleerd overzicht van de interlands die het Luxemburgs voetbalelftal heeft gespeeld in de periode 1940 – 1949.

## Interlands

### 1940
|                                                                      |                                    |       |        |                                                                                      |
| 10 maart Vriendschappelijk № 76 «onderlinge duels» 14:30 uur (UTC+1) | Luxemburg                          | 3 – 4 | België | Stade Municipal, Luxemburg Toeschouwers: 5.247 Scheidsrechter: Willi Pfirrmann (LUX) |
| 10 maart Vriendschappelijk № 76 «onderlinge duels» 14:30 uur (UTC+1) | Gusty Kemp 1', 18' Paul Feller 20' |       | ?      | Stade Municipal, Luxemburg Toeschouwers: 5.247 Scheidsrechter: Willi Pfirrmann (LUX) |

|                                                                         |                                                            |       |                                                                         |                                                                              |
| 31 maart Vriendschappelijk № 77 «onderlinge duels» 14:30 uur (UTC+0:20) | Nederland                                                  | 4 – 5 | Luxemburg                                                               | De Kuip, Rotterdam Toeschouwers: 32.000 Scheidsrechter: Edgard Swillen (BEL) |
| 31 maart Vriendschappelijk № 77 «onderlinge duels» 14:30 uur (UTC+0:20) | Abe Lenstra 8' Bas Paauwe 25' Daaf Drok 68' Ko Bergman 80' |       | 15', 43' Gusty Kemp 23' Enschy Mengel 58' Paul Feller 77' Emile Everard | De Kuip, Rotterdam Toeschouwers: 32.000 Scheidsrechter: Edgard Swillen (BEL) |

|                                                                     |        |       |                   |                                                                                   |
| 7 april Vriendschappelijk № 78 «onderlinge duels» 15:00 uur (UTC+1) | België | 1 – 1 | Luxemburg         | Jubelstadion, Brussel Toeschouwers: 20.000 Scheidsrechter: Aad van Welzenes (NED) |
| 7 april Vriendschappelijk № 78 «onderlinge duels» 15:00 uur (UTC+1) | ?      |       | 83' Enschy Mengel | Jubelstadion, Brussel Toeschouwers: 20.000 Scheidsrechter: Aad van Welzenes (NED) |

### 1941
Geen interlands gespeeld.

### 1942
Geen interlands gespeeld.

### 1943
Geen interlands gespeeld.

### 1944
Geen interlands gespeeld.

### 1945
|                                                                    |                                                    |       |                  |                                                                                         |
| 13 mei Vriendschappelijk № 79 «onderlinge duels» 15:00 uur (UTC+1) | Luxemburg                                          | 4 – 1 | België           | Stade Municipal, Luxemburg Toeschouwers: 12.000 Scheidsrechter: Charles Delasalle (FRA) |
| 13 mei Vriendschappelijk № 79 «onderlinge duels» 15:00 uur (UTC+1) | Léon Mart 5', 46' Camille Libar 39' Gusty Kemp 71' |       | 86' Léon Gillaux | Stade Municipal, Luxemburg Toeschouwers: 12.000 Scheidsrechter: Charles Delasalle (FRA) |

|                                                                    |                             |       |           |                                                                                      |
| 27 mei Vriendschappelijk № 80 «onderlinge duels» 15:00 uur (UTC+2) | Luxemburg                   | 2 – 3 | Frankrijk | Stade Municipal, Luxemburg Toeschouwers: 15.000 Scheidsrechter: Pierre Theunen (BEL) |
| 27 mei Vriendschappelijk № 80 «onderlinge duels» 15:00 uur (UTC+2) | Gusty Kemp 4' Léon Mart 31' |       | ?         | Stade Municipal, Luxemburg Toeschouwers: 15.000 Scheidsrechter: Pierre Theunen (BEL) |

### 1946
|                                                                         |                                                                               |       |           |                                                                            |
| 23 februari Vriendschappelijk № 81 «onderlinge duels» 15:00 uur (UTC+1) | België                                                                        | 7 – 0 | Luxemburg | Mambourg, Charleroi Toeschouwers: 15.809 Scheidsrechter: Victor Sdez (FRA) |
| 23 februari Vriendschappelijk № 81 «onderlinge duels» 15:00 uur (UTC+1) | Bert De Cleyn 3', 29', 48', 64', 89' Henri Coppens 32' Victor Lemberechts 62' |       |           | Mambourg, Charleroi Toeschouwers: 15.809 Scheidsrechter: Victor Sdez (FRA) |

|                                                                      |                               |       |                                                               |                                                                                       |
| 10 maart Vriendschappelijk № 82 «onderlinge duels» 16:00 uur (UTC+1) | Luxemburg                     | 2 – 6 | Nederland                                                     | Stade Municipal, Luxemburg Toeschouwers: 12.000 Scheidsrechter: Antoine Jorssen (BEL) |
| 10 maart Vriendschappelijk № 82 «onderlinge duels» 16:00 uur (UTC+1) | Edy Lahure 8' Paul Feller 89' |       | 5', 12', 30', 69' Faas Wilkes 47' Kees Rijvers 49' Ko Bergman | Stade Municipal, Luxemburg Toeschouwers: 12.000 Scheidsrechter: Antoine Jorssen (BEL) |

|                                                                      |           |       |                                                         |                                                                                          |
| 14 april Vriendschappelijk № 83 «onderlinge duels» 15:00 uur (UTC+1) | Frankrijk | 4 – 4 | Luxemburg                                               | Stade de la Meinau, Straatsburg Toeschouwers: 16.000 Scheidsrechter: Josef Schürch (SUI) |
| 14 april Vriendschappelijk № 83 «onderlinge duels» 15:00 uur (UTC+1) | ?         |       | 33', 62' Paul Feller 43' Pierre Schaack 59' Paul Reuter | Stade de la Meinau, Straatsburg Toeschouwers: 16.000 Scheidsrechter: Josef Schürch (SUI) |

|                                                                   |                |       |        |                                                                                          |
| 5 mei Vriendschappelijk № 84 «onderlinge duels» 15:30 uur (UTC+1) | Luxemburg      | 1 – 5 | België | Stade Municipal, Luxemburg Toeschouwers: 6.000 Scheidsrechter: Louis Fauquemberghe (FRA) |
| 5 mei Vriendschappelijk № 84 «onderlinge duels» 15:30 uur (UTC+1) | Vic Feller 74' |       | ?      | Stade Municipal, Luxemburg Toeschouwers: 6.000 Scheidsrechter: Louis Fauquemberghe (FRA) |

|                                                                    |           |       |             |                                                                                      |
| 12 mei Vriendschappelijk № 85 «onderlinge duels» 17:30 uur (UTC+1) | Luxemburg | 0 – 0 | Zwitserland | Stade Municipal, Luxemburg Toeschouwers: 10.000 Scheidsrechter: Pierre Theunen (BEL) |
| 12 mei Vriendschappelijk № 85 «onderlinge duels» 17:30 uur (UTC+1) |           |       |             | Stade Municipal, Luxemburg Toeschouwers: 10.000 Scheidsrechter: Pierre Theunen (BEL) |

|                                                                     |                                        |       |                                       |                                                                                      |
| 28 juli Vriendschappelijk № 86 «onderlinge duels» 17:30 uur (UTC+2) | Luxemburg                              | 3 – 2 | Noorwegen                             | Stade Municipal, Luxemburg Toeschouwers: 9.000 Scheidsrechter: Laurent Franken (BEL) |
| 28 juli Vriendschappelijk № 86 «onderlinge duels» 17:30 uur (UTC+2) | Léon Schumacher 60', 66' Nic Pauly 70' |       | 30' Henry Johannessen 82' Knut Dahlen | Stade Municipal, Luxemburg Toeschouwers: 9.000 Scheidsrechter: Laurent Franken (BEL) |

|                                                                        |        |       |                    |                                                                                           |
| 30 oktober Vriendschappelijk № 87 «onderlinge duels» 19:30 uur (UTC+1) | België | 2 – 1 | Luxemburg          | Stade Drève de Maire, Doornik Toeschouwers: 9.000 Scheidsrechter: Charles Delasalle (FRA) |
| 30 oktober Vriendschappelijk № 87 «onderlinge duels» 19:30 uur (UTC+1) | ?      |       | 12' Nicolas Kettel | Stade Drève de Maire, Doornik Toeschouwers: 9.000 Scheidsrechter: Charles Delasalle (FRA) |

### 1947
|                                                                      |                    |       |           |                                                                                     |
| 23 maart Vriendschappelijk № 88 «onderlinge duels» 15:30 uur (UTC+1) | Luxemburg          | 1 – 2 | Frankrijk | Stade Municipal, Luxemburg Toeschouwers: 6.000 Scheidsrechter: Pierre Theunen (BEL) |
| 23 maart Vriendschappelijk № 88 «onderlinge duels» 15:30 uur (UTC+1) | Marcel Rewenig 54' |       | ?         | Stade Municipal, Luxemburg Toeschouwers: 6.000 Scheidsrechter: Pierre Theunen (BEL) |

|                                                                   |                             |       |        |                                                                                    |
| 4 mei Vriendschappelijk № 89 «onderlinge duels» 15:30 uur (UTC+1) | Luxemburg                   | 3 – 3 | België | Stade Municipal, Luxemburg Toeschouwers: 6.000 Scheidsrechter: Gaby Tordjman (FRA) |
| 4 mei Vriendschappelijk № 89 «onderlinge duels» 15:30 uur (UTC+1) | Camille Libar 10', 52', 85' |       | ?      | Stade Municipal, Luxemburg Toeschouwers: 6.000 Scheidsrechter: Gaby Tordjman (FRA) |

| |                                                           |       |          |                                                                                    |
| 13 mei Vriendschappelijk Match de bienfaisance pour l`Oeuvre Grand-Duchesse Charlotte № 90 «onderlinge duels» 18:30 uur (UTC+1) | Luxemburg                                                 | 4 – 3 | Engeland | Stade Municipal, Luxemburg Toeschouwers: 3.500 Scheidsrechter: Maurice Hamus (LUX) |
| 13 mei Vriendschappelijk Match de bienfaisance pour l`Oeuvre Grand-Duchesse Charlotte № 90 «onderlinge duels» 18:30 uur (UTC+1) | Léon Letsch 13' Camille Libar 44', 76' Nicolas Kettel 81' |       | ?        | Stade Municipal, Luxemburg Toeschouwers: 3.500 Scheidsrechter: Maurice Hamus (LUX) |

|                                                                    |             |       |           |                                                                                     |
| 17 mei Vriendschappelijk № 91 «onderlinge duels» 17:30 uur (UTC+1) | Zwitserland | 5 – 0 | Luxemburg | Espenmoos, Sankt Gallen Toeschouwers: 8.000 Scheidsrechter: Charles Delasalle (FRA) |
| 17 mei Vriendschappelijk № 91 «onderlinge duels» 17:30 uur (UTC+1) | ?           |       |           | Espenmoos, Sankt Gallen Toeschouwers: 8.000 Scheidsrechter: Charles Delasalle (FRA) |

|                                                                    |                   |       |                 |                                                                                   |
| 21 mei Vriendschappelijk № 92 «onderlinge duels» 18:30 uur (UTC+2) | Tsjecho-Slowakije | 8 – 1 | Luxemburg       | Letenský Stadion, Praag Toeschouwers: 20.000 Scheidsrechter: Gustav Jiranek (AUT) |
| 21 mei Vriendschappelijk № 92 «onderlinge duels» 18:30 uur (UTC+2) | ?                 |       | 12' Léon Letsch | Letenský Stadion, Praag Toeschouwers: 20.000 Scheidsrechter: Gustav Jiranek (AUT) |

|                                                                    |           |                                                                  |           |                                                                                   |
| 24 mei Vriendschappelijk № 93 «onderlinge duels» 16:30 uur (UTC+1) | Luxemburg | 0 – 6                                                            | Schotland | Stade Municipal, Luxemburg Toeschouwers: 4.000 Scheidsrechter: Jean Wouters (BEL) |
| 24 mei Vriendschappelijk № 93 «onderlinge duels» 16:30 uur (UTC+1) |           | 6', 69' Bobby Flavell 13', 48' Billy Steel 60', 86' Andy McLaren |           | Stade Municipal, Luxemburg Toeschouwers: 4.000 Scheidsrechter: Jean Wouters (BEL) |

### 1948
|                                                                         |                                        |       |        |                                                                                    |
| 22 februari Vriendschappelijk № 94 «onderlinge duels» 15:30 uur (UTC+1) | Luxemburg                              | 2 – 0 | België | Stade Municipal, Luxemburg Toeschouwers: 4.500 Scheidsrechter: Gaby Tordjman (FRA) |
| 22 februari Vriendschappelijk № 94 «onderlinge duels» 15:30 uur (UTC+1) | Marcel Paulus 43' Victor De Bourcy 74' |       |        | Stade Municipal, Luxemburg Toeschouwers: 4.500 Scheidsrechter: Gaby Tordjman (FRA) |

|                                                                                  |                        |       |                    |                                                                           |
| 26 maart Vriendschappelijk Amateur Triangular Tournament № 95 «onderlinge duels» | Engeland               | 2 – 1 | Luxemburg          | Lynn Road, Londen Toeschouwers: 16.000 Scheidsrechter: George Clark (ENG) |
| 26 maart Vriendschappelijk Amateur Triangular Tournament № 95 «onderlinge duels» | Rawlings Hardisty pen' |       | 38' Nicolas Kettel | Lynn Road, Londen Toeschouwers: 16.000 Scheidsrechter: George Clark (ENG) |

|                                                                                  |               |       |           |                                                                |
| 27 maart Vriendschappelijk Amateur Triangular Tournament № 96 «onderlinge duels» | Nederland     | 1 – 0 | Luxemburg | Champion Hill, East Dulwich Scheidsrechter: William Ling (ENG) |
| 27 maart Vriendschappelijk Amateur Triangular Tournament № 96 «onderlinge duels» | Rinus Terlouw |       |           | Champion Hill, East Dulwich Scheidsrechter: William Ling (ENG) |

|                                                                      |                                         |       |                   |                                                                                     |
| 18 april Vriendschappelijk № 97 «onderlinge duels» 16:00 uur (UTC+1) | Luxemburg                               | 2 – 4 | Tsjecho-Slowakije | Stade Municipal, Luxemburg Toeschouwers: 8.000 Scheidsrechter: Pierre Theunen (BEL) |
| 18 april Vriendschappelijk № 97 «onderlinge duels» 16:00 uur (UTC+1) | Fernand Schammel 68' Nicolas Kettel 84' |       | ?                 | Stade Municipal, Luxemburg Toeschouwers: 8.000 Scheidsrechter: Pierre Theunen (BEL) |

|                                                                   |                                   |       |            |                                                                                   |
| 2 mei Vriendschappelijk № 98 «onderlinge duels» 17:30 uur (UTC+1) | Luxemburg                         | 2 – 7 | Oostenrijk | Stade Municipal, Luxemburg Toeschouwers: 4.000 Scheidsrechter: Jean Wouters (BEL) |
| 2 mei Vriendschappelijk № 98 «onderlinge duels» 17:30 uur (UTC+1) | Jim Kremer 75' Nicolas Kettel 80' |       | ?          | Stade Municipal, Luxemburg Toeschouwers: 4.000 Scheidsrechter: Jean Wouters (BEL) |

|                                                                   |        |       |           |                                                                                               |
| 6 mei Vriendschappelijk № 99 «onderlinge duels» 15:00 uur (UTC+1) | België | 1 – 0 | Luxemburg | Stade Vélodrome de Rocourt, Rocourt Toeschouwers: 18.000 Scheidsrechter: Jan Bronkhorst (NED) |
| 6 mei Vriendschappelijk № 99 «onderlinge duels» 15:00 uur (UTC+1) | ?      |       |           | Stade Vélodrome de Rocourt, Rocourt Toeschouwers: 18.000 Scheidsrechter: Jan Bronkhorst (NED) |

|                                                                      |           |       |                    | |
| 18 juli Vriendschappelijk № 100 «onderlinge duels» 17:00 uur (UTC+1) | Frankrijk | 4 – 1 | Luxemburg          | Sportveld Olympique Saint-Quentin, Saint-Quentin Toeschouwers: 3.611 Scheidsrechter: Peco Bauwens (GER) |
| 18 juli Vriendschappelijk № 100 «onderlinge duels» 17:00 uur (UTC+1) | ?         |       | 55' Camille Wagner | Sportveld Olympique Saint-Quentin, Saint-Quentin Toeschouwers: 3.611 Scheidsrechter: Peco Bauwens (GER) |

| Olympische Spelen 1948 |
| ---------------------- |

|                                                                                |                                                                                    |       |             |                                                                                |
| 26 juli Olympische Spelen Voorronde № 101 «onderlinge duels» 18:00 uur (UTC+1) | Luxemburg                                                                          | 6 – 0 | Afghanistan | Goldstone Ground, Hove Toeschouwers: 5.000 Scheidsrechter: Bert Williams (ENG) |
| 26 juli Olympische Spelen Voorronde № 101 «onderlinge duels» 18:00 uur (UTC+1) | Jules Gales 6', 79' Nicolas Kettel 40' Fernand Schammel 41' Marcel Paulus 62', 80' |       |             | Goldstone Ground, Hove Toeschouwers: 5.000 Scheidsrechter: Bert Williams (ENG) |

|                                                                                   |                      |       | |                                                                                     |
| 31 juli Olympische Spelen Eerste ronde № 102 «onderlinge duels» 18:30 uur (UTC+1) | Luxemburg            | 1 – 6 | Joegoslavië                                                                                              | Craven Cottage, Londen Toeschouwers: 6.600 Scheidsrechter: Karel van der Meer (NED) |
| 31 juli Olympische Spelen Eerste ronde № 102 «onderlinge duels» 18:30 uur (UTC+1) | Fernand Schammel 10' |       | 57' Branko Stanković 61' Prvoslav Mihajlović 65', 70' Željko Čajkovski 74' Rajko Mitić 87' Stjepan Bobek | Craven Cottage, Londen Toeschouwers: 6.600 Scheidsrechter: Karel van der Meer (NED) |

|  |  |  |  |  |  |  |  |  |

|                                                                           |                   |       |             |                                                                                      |
| 19 september Vriendschappelijk № 103 «onderlinge duels» 15:30 uur (UTC+1) | Luxemburg         | 1 – 2 | Zwitserland | Stade Municipal, Luxemburg Toeschouwers: 5.000 Scheidsrechter: Antoine Jorssen (BEL) |
| 19 september Vriendschappelijk № 103 «onderlinge duels» 15:30 uur (UTC+1) | Lucien Konter 17' |       | ?           | Stade Municipal, Luxemburg Toeschouwers: 5.000 Scheidsrechter: Antoine Jorssen (BEL) |

|                                                                          |                 |       |        |                                                                                |
| 21 november Vriendschappelijk № 104 «onderlinge duels» 14:30 uur (UTC+1) | Luxemburg       | 1 – 7 | België | Stade Municipal, Luxemburg Toeschouwers: 7.000 Scheidsrechter: Léon Boës (FRA) |
| 21 november Vriendschappelijk № 104 «onderlinge duels» 14:30 uur (UTC+1) | Jean Becker 12' |       | ?      | Stade Municipal, Luxemburg Toeschouwers: 7.000 Scheidsrechter: Léon Boës (FRA) |

### 1949
|                                                                       |        |       |           |                                                                              |
| 13 maart Vriendschappelijk № 105 «onderlinge duels» 15:00 uur (UTC+1) | België | 6 – 0 | Luxemburg | Mambourg, Charleroi Toeschouwers: 8.000 Scheidsrechter: Jan Bronkhorst (NED) |
| 13 maart Vriendschappelijk № 105 «onderlinge duels» 15:00 uur (UTC+1) | ?      |       |           | Mambourg, Charleroi Toeschouwers: 8.000 Scheidsrechter: Jan Bronkhorst (NED) |

|                                                                       |            |       |           |                                                                                 |
| 20 maart Vriendschappelijk № 106 «onderlinge duels» 16:00 uur (UTC+1) | Oostenrijk | 3 – 0 | Luxemburg | Linzerstadion, Linz Toeschouwers: 15.000 Scheidsrechter: Marijan Matančić (YUG) |
| 20 maart Vriendschappelijk № 106 «onderlinge duels» 16:00 uur (UTC+1) | ?          |       |           | Linzerstadion, Linz Toeschouwers: 15.000 Scheidsrechter: Marijan Matančić (YUG) |

|                                                                       |                     |       |                                   |                                                                                        |
| 23 maart Vriendschappelijk № 107 «onderlinge duels» 16:00 uur (UTC+1) | Tsjecho-Slowakije   | 2 – 2 | Luxemburg                         | Tehelné pole, Bratislava Toeschouwers: 20.000 Scheidsrechter: Władysław Michalik (POL) |
| 23 maart Vriendschappelijk № 107 «onderlinge duels» 16:00 uur (UTC+1) | Otto Hemele 3', 71' |       | 62' Marcel Paulus 63' Léon Letsch | Tehelné pole, Bratislava Toeschouwers: 20.000 Scheidsrechter: Władysław Michalik (POL) |

|                                                                     |                   |       |           |                                                                                     |
| 22 mei Vriendschappelijk № 108 «onderlinge duels» 17:30 uur (UTC+1) | Luxemburg         | 1 – 4 | Frankrijk | Stade Municipal, Luxemburg Toeschouwers: 7.000 Scheidsrechter: Albert Alsteen (BEL) |
| 22 mei Vriendschappelijk № 108 «onderlinge duels» 17:30 uur (UTC+1) | Marcel Paulus 67' |       | ?         | Stade Municipal, Luxemburg Toeschouwers: 7.000 Scheidsrechter: Albert Alsteen (BEL) |

|                                                                         |                                                       |       |                      |                                                                               |
| 26 juni WK 1950 kwalificatie № 109 «onderlinge duels» 17:00 uur (UTC+1) | Zwitserland                                           | 5 – 2 | Luxemburg            | Hardturm, Zürich Toeschouwers: 15.000 Scheidsrechter: Charles Delasalle (FRA) |
| 26 juni WK 1950 kwalificatie № 109 «onderlinge duels» 17:00 uur (UTC+1) | Maillard 20' Fatton 30', 41' Ballaman 48' Antenen 59' |       | 3' Wagner 88' Reuter | Hardturm, Zürich Toeschouwers: 15.000 Scheidsrechter: Charles Delasalle (FRA) |

|                                                                              |                      |       |                                        |                                                                                                |
| 18 september WK 1950 kwalificatie № 110 «onderlinge duels» 15:30 uur (UTC+1) | Luxemburg            | 2 – 3 | Zwitserland                            | Stade Municipal, Luxemburg, Luxemburg Toeschouwers: 3.000 Scheidsrechter: Pierre Theunen (BEL) |
| 18 september WK 1950 kwalificatie № 110 «onderlinge duels» 15:30 uur (UTC+1) | Muller 3' Kremer 38' |       | 1' Maillard 59' Friedländer 75' Fatton | Stade Municipal, Luxemburg, Luxemburg Toeschouwers: 3.000 Scheidsrechter: Pierre Theunen (BEL) |

|                                                                        |           |       |                |                                                                                     |
| 9 oktober Vriendschappelijk № 111 «onderlinge duels» 15:00 uur (UTC+1) | Frankrijk | 3 – 1 | Luxemburg      | Stade Victor Boucquey, Lille Toeschouwers: 5.283 Scheidsrechter: Jean Wouters (BEL) |
| 9 oktober Vriendschappelijk № 111 «onderlinge duels» 15:00 uur (UTC+1) | ?         |       | 83' Vic Feller | Stade Victor Boucquey, Lille Toeschouwers: 5.283 Scheidsrechter: Jean Wouters (BEL) |

|                                                                         |        |       |                          |                                                                         |
| 6 november Vriendschappelijk № 112 «onderlinge duels» 15:00 uur (UTC+1) | België | 3 – 2 | Luxemburg                | Mambourg, Charleroi Toeschouwers: 7.000 Scheidsrechter: Léon Boës (FRA) |
| 6 november Vriendschappelijk № 112 «onderlinge duels» 15:00 uur (UTC+1) | ?      |       | 77', 84' François Muller | Mambourg, Charleroi Toeschouwers: 7.000 Scheidsrechter: Léon Boës (FRA) |

Albanië · België · Bulgarije · Denemarken · Duitsland · Engeland · Estland · Finland · Frankrijk · Griekenland · Hongarije · Ierland · IJsland · Israël · Italië · Joegoslavië · Kroatië · Letland · Litouwen · Luxemburg · Nederland · Noord-Ierland · Noorwegen · Oostenrijk · Polen · Portugal · Roemenië · Schotland · Slowakije · Spanje · Tsjecho-Slowakije · Turkije · Wales · Zweden · Zwitserland
FLF · A-internationals · Bondscoaches · Statistieken · Luxemburgs vrouwenelftal · Luxemburg U21 · Luxemburg U19 · Luxemburg U18 · Luxemburg U17 · Luxemburg U16
1911 – 1919 ·
1920 – 1929 ·
1930 – 1939 ·
1940 – 1949 ·
1950 – 1959 ·
1960 – 1969 ·
1970 – 1979 ·
1980 – 1989 ·
1990 – 1999 ·
2000 – 2009 ·
2010 – 2019 ·
2020 − 2029
OS 1920 · 
OS 1924 · 
OS 1928 · 
OS 1936 · 
OS 1948 · 
OS 1952
1911 · 
1912 · 
1913 · 
1914 · 
1915 · 1916 · 1917 · 1918 · 1919 · 
1920 · 
1921 · 1922 · 1923 · 
1924 · 
1925 · 1926 · 
1927 · 
1928 · 
1929 · 1930 · 1931 · 1932 · 1933 · 
1934 · 
1935 · 
1936 · 
1937 · 
1938 · 
1939 · 
1940 · 
1941 · 1942 · 1943 · 1944 · 
1945 · 
1946 · 
1947 · 
1948 · 
1949 · 
1950 · 
1952 · 
1952 · 
1953 · 
1954 · 
1955 · 
1956 · 
1957 · 
1958 · 
1959 · 
1960 · 
1961 · 
1962 · 
1963 · 
1964 · 
1965 · 
1966 · 
1967 · 
1968 · 
1969 · 
1970 · 
1971 · 
1972 · 
1973 · 
1974 · 
1975 · 
1976 · 
1977 · 
1978 · 
1979 · 
1980 · 
1981 · 
1982 · 
1983 · 
1984 · 
1985 · 
1986 · 
1987 · 
1988 · 
1989 · 
1990 · 
1991 · 
1992 · 
1993 · 
1994 · 
1995 · 
1996 · 
1997 · 
1998 · 
1999 · 
2000 · 
2001 · 
2002 · 
2003 · 
2004 · 
2005 · 
2006 · 
2007 · 
2008 · 
2009 · 
2010 · 
2011 · 
2012 · 
2013 · 
2014 · 
2015 ·
2016 ·
2017 ·
2018 ·
2019 ·
2020 ·
2021
Afghanistan ·
Albanië ·
Algerije ·
Armenië ·
Azerbeidzjan ·
België ·
Bosnië en Herzegovina ·
Brazilië ·
Bulgarije ·
Canada ·
Cyprus ·
DDR ·
Denemarken ·
(West-)Duitsland ·
Egypte ·
Engeland ·
Estland ·
Faeröer ·
Finland ·
Frankrijk ·
Gambia ·
Georgië ·
Griekenland ·
Hongarije ·
Ierland ·
IJsland ·
Israël ·
Italië ·
Japan ·
Joegoslavië ·
Kaapverdië ·
Kameroen ·
Kazachstan ·
Letland ·
Liechtenstein ·
Litouwen ·
Madagaskar ·
Malta ·
Marokko ·
Mexico ·
Moldavië ·
Montenegro ·
Myanmar ·
Nederland ·
Nigeria ·
Noord-Ierland ·
Noord-Macedonië ·
Noorwegen ·
Oekraïne ·
Oostenrijk ·
Polen ·
Portugal ·
Qatar ·
Roemenië ·
Rusland ·
San Marino ·
Saoedi-Arabië ·
Schotland ·
Senegal ·
Servië ·
Servië en Montenegro ·
Slovenië ·
Slowakije ·
Sovjet-Unie ·
Spanje ·
Thailand ·
Togo ·
Tsjechië ·
Tsjecho-Slowakije ·
Turkije ·
Uruguay ·
Verenigde Staten ·
Wales ·
Wit-Rusland ·
Zuid-Korea ·
Zweden ·
Zwitserland